# Philip Waechter

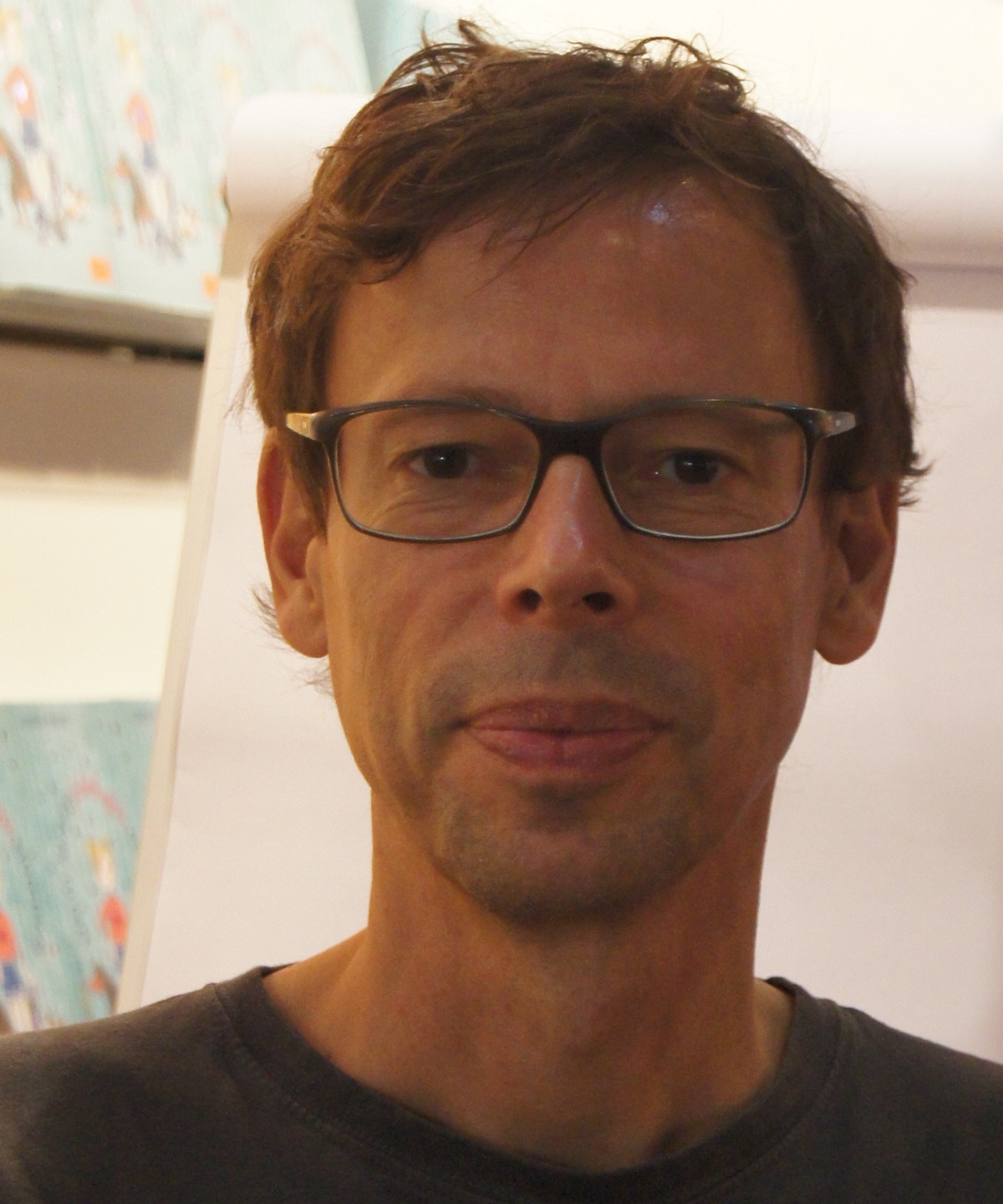
Philip Waechter (2018)

Philip Waechter (* 1968 in Frankfurt am Main) ist ein deutscher Illustrator und Autor von Kinderbüchern.

## Leben
Philip Waechter wurde 1968 als Sohn des Zeichners und Cartoonisten F. K. Waechter geboren. Er wuchs bei seiner Mutter auf.
An der Fachhochschule Mainz studierte er Kommunikationsdesign mit dem Schwerpunkt Illustration. 1999 gründete er zusammen mit Anke Kuhl und Moni Port in Frankfurt am Main die Ateliergemeinschaft LABOR. 
Philip Waechter lebt als freier Grafiker, Autor und Illustrator in Frankfurt am Main. Er hat einen Sohn.

## Bibliografie (Auswahl)

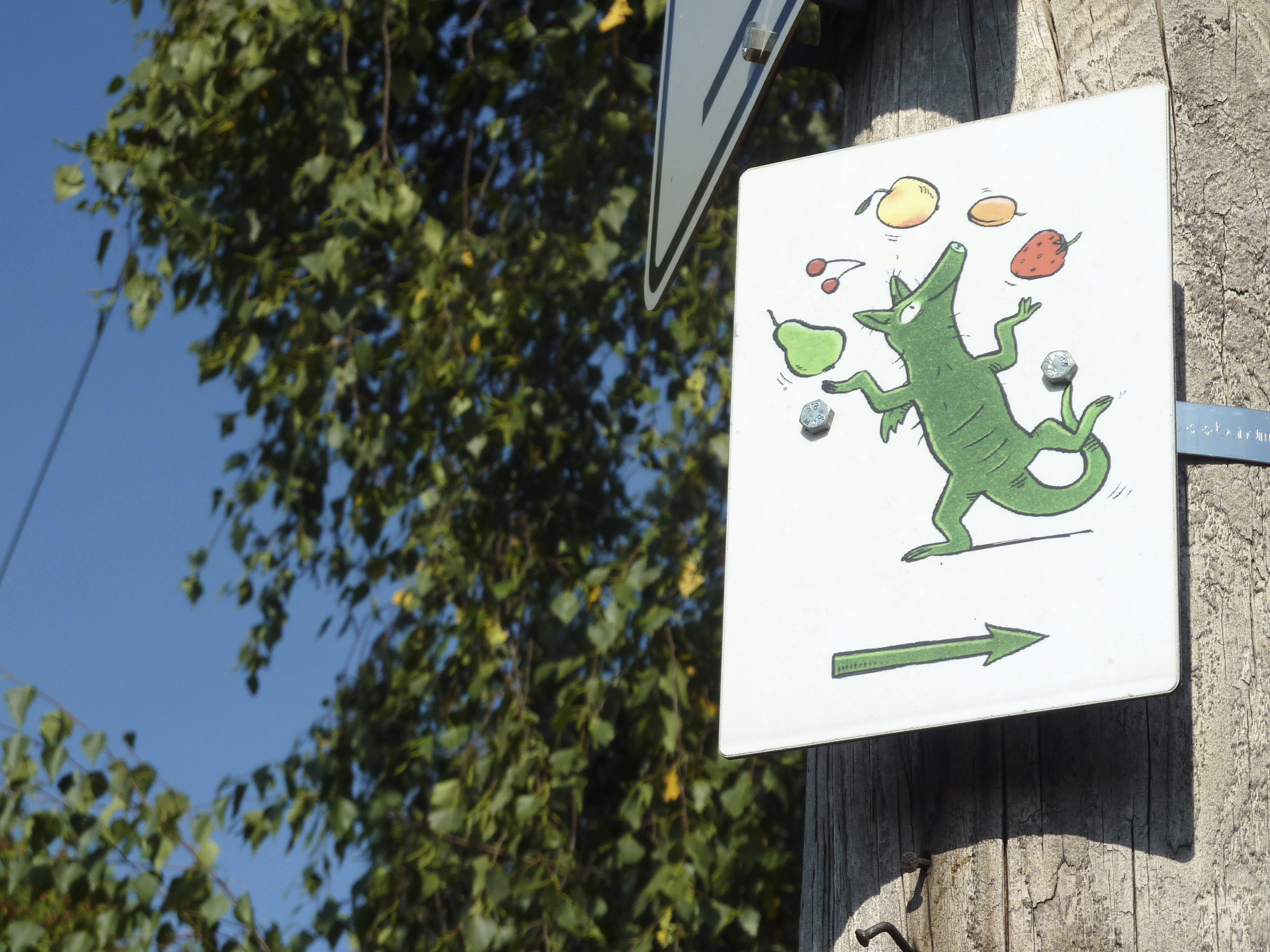
Philip Waechter zeichnet unter anderem das von Robert Gernhardt erfundene Grüngürteltier, Sympathiefigur des Frankfurter Grüngürtels, hier abgebildet auf dem Wegweiser eines Wanderwegs im Sossenheimer Unterfeld

### Comic
- Toni. Und alles nur wegen Renato Flash. Beltz & Gelberg, Weinheim 2018.
- Toni will ans Meer. Beltz & Gelberg, Weinheim 2020.

### Bilderbücher
- mit Frauke Nahrgang (Text) Papa in Panik. Ellermann, München 1995.
- mit Dorothee Haentjes (Text) Alles Pinguin, oder was? Ellermann, München 1997.
- Heimspiel. Ellermann, München 1998.
- mit Robert Gernhardt (Text) Die Reise nach Amerika. Ellermann, München 2000.
- Die Geschichte meines Opas. Beltz & Gelberg, Weinheim 2003.
- mit Dorothee Haentjes (Text) Schaf ahoi. Ellermann, München 2004.
- ich. Beltz & Gelberg, Weinheim 2004.
- Rosi in der Geisterbahn. Beltz & Gelberg, Weinheim 2006.
- Sehr berühmt. Beltz & Gelberg, Weinheim 2006.
- Sohntage. Beltz & Gelberg, Weinheim 2008.
- So ein Tag – Familienskizzen. Beltz & Gelberg, Weinheim 2013.
- Kuchen bei mir. Beltz & Gelberg, Weinheim 2014.
- Der fliegende Jakob. Beltz & Gelberg, Weinheim 2014.
- Endlich wieder zelten!. Beltz & Gelberg, Weinheim 2015.
- zusammen mit Moni Port (Text): Der Flugplatzspatz nahm auf dem Flugblatt Platz, Schnellsprecher und Zungenbrecher Klett Kinderbuch, 2017
- zusammen mit Moni Port (Text): Wie nennt man ein Kaninchen im Fitnessstudio?, Neue Rätselwitze und Quatschbilder, Klett Kinderbuch, 2019
- Ein Tag mit Freunden. Beltz & Gelberg, Weinheim, 2021, ISBN 978-3-407-75496-7.[4]

### Kinderbücher
- Paul Maar: Jakob und der große Junge. Oetinger Verlag, Hamburg 2001, ISBN 3-7891-0573-2.
- Åsa Lind: Zackarina und der Sandwolf. Beltz & Gelberg, Weinheim 2003.
- Klaus Kordon: Der Käpt'n aus dem 13. Stock. Beltz & Gelberg, Weinheim 2004.
- Ulf Stark: Das goldene Herz. Carlsen Verlag, Hamburg 2004, ISBN 3-551-55156-1.
- Åsa Lind: Mehr von Zackarina und dem Sandwolf. Beltz & Gelberg, Weinheim 2005.
- Kirsten Boie: Chaossommer mit Ur-Otto. Fischer, Frankfurt am Main 2005.
- Klaus Kordon: Mein Freund Ringo. Beltz & Gelberg, Weinheim 2006.
- Åsa Lind: Zackarina, der Sandwolf und das Meer. Beltz & Gelberg, Weinheim 2007.
- Peter Härtling: Paul, das Hauskind. Beltz & Gelberg, Weinheim 2013, ISBN 978-3-407-74393-0.
- Amalia Rosenblum: Der schönste Hundesommer der Welt. Beltz & Gelberg, Weinheim 2014.
- Clemens J. Setz: Till Eulenspiegel. 30 Streiche und Narreteien. Nacherzählung. Insel-Bücherei, Berlin 2015, ISBN 978-3-458-20014-7.

### Anthologien
- Starke Freunde. Hg. von Barbara Gelberg. Beltz & Gelberg, Weinheim 2004.
- Die schönsten Weihnachtsgeschichten. Hg. von Peter Härtling. Aufbau Verlag, Berlin 2008.
- Funken in den Augen, Rosinen im Kopf – Hausbuch der Liebe. Hg. von Arnhild Kantelhardt. Gerstenberg, Hildesheim 2012.

### Sachbuch
- Sabine Andresen, Micha Brumlik: Elternbuch. Beltz & Gelberg, Weinheim 2011.
- Kristina Calvert, Petra Schreiber: Selbstkompetenz stärken mit dem Bilderbuch »ich« von Philip Waechter. 40 Projektideen für die Kita. Beltz & Gelberg, Weinheim 2015.

### Belletristik
- Gert Loschütz: Auf der Birnbaumwiese. Verlag Schöffling & Co., Frankfurt am Main 2011.
- John Steinbeck: Die Straße der Ölsardinen. Büchergilde Gutenberg, Frankfurt am Main 2011.
- Oscar Wilde: The Selfish Giant and Other Stories. Alma Classics, Richmond 2015, ISBN 978-1-84749-497-9.
- Jakob Arjouni: Happy Birthday, Türke!. Büchergilde Gutenberg, Frankfurt am Main 2016, ISBN 978-3-7632-6887-0.

### Sonstiges
- Philip Waechters unglaubliche Kinderzimmerplakate. Beltz & Gelberg, Weinheim 2015.

### Kinder Künstler Bücher mit derLabor Ateliergemeinschaft
- Kinder Künstler Kritzelbuch, Beltz & Gelberg, 2009, ISBN 978-3-407-79396-6
- Kinder Künstler Mitmachbuch, Beltz & Gelberg, 2010, ISBN 978-3-407-79974-6
- Kinder Künstler Mitmach Minis, Beltz & Gelberg, 2011, ISBN 978-3-407-79990-6, ISBN 978-3-407-79989-0
- Kinder Künstler Abenteuerbuch, Beltz & Gelberg, 2011, ISBN 978-3-407-79988-3
- Kinder Künstler Freundebuch, Beltz & Gelberg, 2012, ISBN 978-3-407-79475-8
- Kinder Künstler Reisebuch, Beltz & Gelberg, 2014, ISBN 978-3-407-79569-4
- Wildes & Unwiderstehliches Kinder Künstler Kritzelmini, Beltz & Gelberg, 2014, ISBN 978-3-407-79589-2, ISBN 978-3-407-79590-8
- 9 Kinder Künstler Kritzelkinos, Daumenkinos zum Weitermalen, Beltz & Gelberg, 2015
- Voll gemütlich. Das Kinder Künstlerbuch vom Wohnen und Bauen, Beltz & Gelberg, 2015, ISBN 978-3-407-82094-5
- Kinder Künstler Erlebnis-Sammelbuch, Beltz & Gelberg, 2017, ISBN 978-3-407-82208-6
- ICH SO DU SO, Beltz & Gelberg, 2018, ISBN 978-3-407-82316-8,
- Kinder Künstler Kritzelblock, Beltz & Gelberg, 2018
- Kinder Künstler Fratzenbuch, Beltz & Gelberg, 2018, ISBN 978-3-407-75424-0

## Ausstellungen
- Laborproben 1–17, Jährliche Werkschau der Ateliergemeinschaft Labor (1999–2017)
- Pssst … Ausstellung für Kinder im MMK Frankfurt 2012/2013. Zusammen mit acht Künstlern aus England hat die Ateliergemeinschaft Labor Arbeiten für Kinder entwickelt und gestaltet. Das zentrale Thema der Ausstellung waren Geheimnisse, die in ihren unterschiedlichsten Formen aufgegriffen und dargestellt wurden.
- „Da bin ich“. Geschichten für Kinder von Wilhelm Busch, F.K. Waechter, Volker Kriegel, Philip Waechter und Luis Murschetz. Olaf Gulbransson Museum Tegernsee (2017).

## Auszeichnungen
- 2004: Preis der Stiftung Buchkunst in der Sparte Kinder- und Jugendbücher[5] für ich.
- 2006: Eulenspiegelpreis der Stadt Schöppenstedt für Rosi in der Geisterbahn
- 2019: Leipziger Lesekompass für Der Flugplatzspatz nahm auf dem Flugblatt Platz
- 2019: Leipziger Lesekompass für Toni. Und alles nur wegen Renato Flash
- 2021: Kinderbuchpreis des Landes Nordrhein-Westfalen für Toni will ans Meer